# North Little Rock
North Little Rock is een plaats (city) in de Amerikaanse staat Arkansas, en valt bestuurlijk gezien onder Pulaski County.

## Demografie
Bij de volkstelling in 2000 werd het aantal inwoners vastgesteld op 60.433.
In 2006 is het aantal inwoners door het United States Census Bureau geschat op 58.896, een daling van 1537 (-2.5%).

## Geografie
Volgens het United States Census Bureau beslaat de plaats een oppervlakte van
121,7 km², waarvan 116,1 km² land en 5,6 km² water. North Little Rock ligt op ongeveer 79 m boven zeeniveau.

## Plaatsen in de nabije omgeving
De onderstaande figuur toont nabijgelegen plaatsen in een straal van 16 km rond North Little Rock.

## Geboren
- Allen Reynolds (1938), songwriter en muziekproducer
- Jason White (1973) muzikant